# Nam Sơn (họa sĩ)
Nam Sơn hay còn gọi là Nguyễn Nam Sơn, tên thật Nguyễn Văn Thọ (阮文壽, 1890-1973), quê gốc ở Vĩnh Yên, sinh ra và lớn lên ở Hà Nội, là một trong những họa sĩ Việt Nam đầu tiên của nền hội họa đương đại. Ông đã cùng họa sĩ Victor Tardieu người Pháp đồng sáng lập trường Mỹ thuật Đông Dương và trực tiếp giảng dạy với tư cách giáo sư chuyên ngành bậc 2, phụ trách môn Đồ họa và Trang trí. Ông là người Việt Nam đầu tiên và duy nhất được giao quản lý trường với cương vị, trọng trách là một quyền Hiệu trưởng, đó là thời kỳ từ tháng 3 năm 1945 đến cuối năm 1945; tức là giai đoạn sau khi Nhật đảo chính Pháp. Trong thời gian đó, các giáo sư người Pháp hầu hết bị bắt giam hoặc buộc phải về nước; cuối năm 1945, chính quyền Việt Minh đã cho đóng cửa trường để sau đó mở lại tại chiến khu Việt Bắc với tên Trường trung học Mỹ thuật do họa sĩ Tô Ngọc Vân làm hiệu trưởng.

## Thân thế và sự nghiệp
Nam Sơn tên thật là Nguyễn Vạn Thọ (15/2/1890—26/1/1973, tức 23 tháng 12 năm Nhâm Tý). Quê: huyện Yên Lạc, tỉnh Vĩnh Phúc (xưa là huyện Yên Lãng, tỉnh Vĩnh Yên).
Sinh ra và lớn lên ở Hà Nội, trong một gia đình dòng dõi gia thế, ông là con trai duy nhất của nhà nho Nguyễn Văn Khang (1871-1894), thư ký phủ Thống sứ Bắc kỳ; mẹ là bà Nguyễn Thị Lân (1870-1951) người đã được vua Bảo Đại ngự ban kim khánh khắc 4 chữ "Tiết hạnh khả phong" công đức tảo tần nuôi con (chồng mất khi con mới 4 tuổi). Ông được cha mẹ đặt tên là Nguyễn Vạn Thọ với hy vọng một sự "vạn an thế đức..." nhưng khi vào đời được thầy là nhà nho Phạm Như Bình tặng cho tên hiệu là Nam Sơn hàm ý một sự vững vàng và trường thọ (Thọ tỉ Nam Sơn).
Thuở nhỏ ông được người thân là các nhà nho Phạm Như Bình, Nguyễn Sĩ Đức dạy chữ, dạy vẽ và dẫn đi thăm các đình, đền, chùa với sự giảng dạy cặn kẽ về văn hoá và đạo lý, do đó sớm có lòng say mê nghệ thuật dân tộc. Ông lại chịu khó tự mày mò tìm sách và tranh của Trung Quốc, của Nhật Bản để tìm hiểu hội họa phương Đông nên đến khi có dịp được tiếp xúc với hội họa phương Tây thì nhờ có nền văn hoá vững chắc đó mà đã tiếp thu được những cái hay để hoàn chỉnh một nền mỹ thuật mới cho dân tộc. Năm 10 tuổi ông bắt đầu học chữ Quốc ngữ tại trường tiểu học Hàng Vôi (Amiral Courbet, nay là trường Nguyễn Du –Hà Nội). Sau khi tốt nghiệp tại trường Bưởi (trường Bảo hộ, lycée du Protectorat) ông vào làm việc tại Sở Tài chính Đông Dương trong thời gian này ông thường vẽ tranh minh hoạ sách giáo khoa và báo chí.
Vào khoảng 1920, 1921, Nam Sơn tham gia trang trí cho Hội quán Sinh viên An nam (Foyer des Étudiants annamites), được thành lập bởi Paul Monet. Ấn tượng với Nam Sơn, Paul Monet đã nhờ Chủ tịch Danh dự của Hội quán là Louis Marty giới thiệu Nam Sơn với Victor Tardieu, hoạ sĩ người Pháp đang hoạt động tại Hà Nội lúc bấy giờ, để theo giúp đỡ và học việc. Những ngày đầu, Victor Tardieu chỉ hướng dẫn Nam Sơn trong vòng một giờ vào mỗi chiều chủ nhật hàng tuần. Khi Tardieu được giao thực hiện tranh tường Trường Đại học Đông Dương, Nam Sơn đã tình nguyện làm người mẫu. Victor Tardieu đã dành riêng cho Nam Sơn một góc trong xưởng họa để chỉ dẫn phương pháp sơn dầu.
Năm 1923 ông đã tham gia Đấu xảo Hà Nội với bốn bức tranh là: Nhà nho xứ Bắc, Ông già Kim Liên, Cô gái Bắc kỳ và Tĩnh vật được dư luận đánh giá là trong số những tranh sơn dầu đầu tiên ở Việt Nam mà tác giả là người vẽ giỏi.
Tardieu và Nam Sơn đã bàn luận và lên ý tưởng xây dựng một trường nghệ thuật để dạy các kỹ thuật nghệ thuật Phương Tây. Nghị định ngày 27 tháng 10 năm 1924 của Toàn quyền Martial Merlin chấp thuận đề xuất của Tardieu, thành lập Trường Mỹ thuật Đông Dương tại Hà Nội, ấn định ngày khai giảng vào 1 tháng 10 năm 1925.
Nam Sơn được bổ nhiệm là "công sự Victor Tardieu", có trách nhiệm giúp đỡ Tardieu trong việc mua dụng cụ và tìm giáo sư cho trường. Cả Nam Sơn và Tardieu sau được điều động về Pháp để tìm giảng viên. Đầu năm 1925, ông đến Paris, được Victor Tardieu đón về cư ngụ ở tư gia, số 3 đường Chaptal thuộc quận 9. Buổi sáng Nam Sơn học tại trường Mỹ thuật Quốc gia trong xưởng họa của Jean-Pierre Laurens, buổi chiều tại trường Nghệ thuật Trang trí Quốc gia trong xưởng họa của Félix Aubert, buổi tối học nắn hình cùng giáo sư Séguin và Maire. Chủ nhật, ông đọc tài liệu ở thư phòng của Victor Tardieu và thăm viếng các Bảo tàng và danh lam thắng cảnh.
Tháng 9 năm 1925, Victor Tardieu hoãn trở lại Việt Nam vì bệnh, Nam Sơn trở về trước để kịp khai trường. Cùng đi với ông là Joseph Inguimberty. Nam Sơn và Inguimberty đã chuẩn bị buổi tuyển sinh được tổ chức cùng một lúc tại Hà Nội, Huế, Sài Gòn, Phnom Pênh và Vientiane, với sự tham dự của 270 thí sinh.
Nam Sơn sau đó trực tiếp giảng dạy với tư cách giáo sư chuyên ngành bậc 2, phụ trách môn Đồ họa và Trang trí. Ông đã giảng dạy từ khoá đầu đến khoá cuối, tất cả 18 khoá, tham gia đào tạo hơn 150 họa sĩ, nhà điêu khắc; học trò của ông có rất nhiều người thành đạt, một số người ngay sau khi tốt nghiệp đã có những tác phẩm làm thế giới hội họa phương Tây phải thán phục.
Năm 1946, ông được Bộ Quốc gia Giáo dục Chính phủ Việt Nam dân chủ cộng hoà mời vào Hội đồng cố vấn học viện Đông phương bác cổ.
Năm 1957, Khi Hội Mỹ thuật Việt Nam thành lập, ông được bầu vào Ban Chấp hành và giữ chức vụ này trong suốt thời gian 16 năm, cho đến khi qua đời (26/1/1973)
Năm 1998 tại triển lãm "Mùa xuân Việt Nam" ở Paris do Bộ Văn hoá - Thông tin Việt Nam và Toà thị chính Paris tổ chức để giới thiệu về sự nghiệp mỹ thuật mới Việt Nam, 3 tác phẩm của ông đã được tuyển chọn. Tiếp đó, cuốn "Voyager Magazine" xuất bản tại Paris năm 1998 giới thiệu cuộc triển lãm này đã tuyển in bức Chân dung người nông dân (1940) của ông với lời bình ghi ngay trên tác phẩm: "Chỉ cho tới ngày nay, sau bao nhiêu năm bị lãng quên, các họa sĩ Việt Nam đã buộc người ta phải kính trọng". cũng trong năm 1998, tức là 25 năm sau khi Nam Sơn qua đời, Hội Mỹ thuật Việt Nam đã truy tặng ông Huy chương "Vì sự nghiệp Mỹ thuật".

## Tác phẩm
Các tác phẩm của ông phần lớn theo khuynh hướng cổ điển châu Âu nhưng ảnh hưởng nhiều bởi hội họa Trung Quốc, Nhật Bản. Ngoài tranh sơn dầu, lụa, thuốc nước, mực nho... cuối đời ông dùng chì son (sanguine) là chủ yếu. Trong đời, ông đã sáng tác trên 400 tác phẩm hội họa theo nhiều thể loại, trong đó có một số có giá trị rất cao, đáng chú ý như:
- Bức tranh " Chợ Gạo bên sông Hồng" (Hồng Hà hữu ngạn mãi mại mễ xứ) (mực tàu trên vải, 1930, Triển lãm Hội họa Paris) là tác phẩm Việt Nam đầu tiên (đến nay vẫn là duy nhất) được Nhà nước Pháp mua và trưng bày tại Bảo tàng Mỹ thuật Quốc gia Pháp[cần dẫn nguồn];
- Bức "Chân dung mẹ tôi" (Gia từ cận tượng) là tác phẩm Việt Nam đầu tiên được giải Quốc tế về sơn dầu, huy chương bạc Triển lãm Mỹ thuật Quốc tế - Paris 1932.
- "Cò trắng và Cá vàng" (khắc gỗ 7 màu, 1929); bằng khen Rôma, 1932); Rôma Ý.
- Bức Chân dung nhà Nho (tranh sơn dầu, 1923); là một trong những bức tranh sơn dầu đầu tiên của Hội họa Việt Nam, cũng chính là bức tranh đã khiến họa sĩ Tacđiơ (V. Tardieu) người Pháp phải chú ý và thay đổi quan điểm nhìn nhận đối với các họa sĩ Việt Nam dẫn đến việc ông ở lại Việt Nam để thành lập Trường Cao đẳng Mỹ thuật Đông Dương.
- "Chân dung cụ Sùng ấm Tường" (tranh phấn tiên pastel, 1927) là bức tranh tiên phong của hội họa Việt Nam trong lĩnh vực này;
- "Về chợ" (tranh lụa, 1927)là bức tranh tiên phong của hội họa Việt Nam trong lĩnh vực này;
- "Thiếu nữ nông thôn" (tranh lụa) được Bộ Giáo dục và Mỹ thuật Pháp mua năm 1935.
- Hội họa Trung Hoa (sách in năm 1930 bằng tiếng Pháp "La peinture chinoise"), là cuốn sách đầu tiên về mỹ thuật xuất bản ở Việt Nam;
- "Đề cương mĩ thuật Việt Nam" (sách, bản thảo 1923, in trên tuần báo "Văn nghệ"- Hà Nội ngày 21.3.2001).

## Vai trò sáng lập trường Cao đẳng Mỹ thuật Đông Dương
Về vai trò của người đồng sáng lập trường Cao đẳng Mỹ thuật Đông Dương của họa sĩ Nam Sơn đã bị quên lãng, thậm chí còn bị phủ nhận trong một thời gian rất dài. Mãi cho đến thời gian gần đây (2008) người ta mới biết đến rộng rãi và công nhận.
Cuốn "Paris - Hà Nội - Sài Gòn: cuộc phiêu lưu của hội họa hiện đại Việt Nam" do Các nhà bảo tàng Paris xuất bản năm 1998 xác nhận: "Qua những cuộc trao đổi giữa họ (Victor Tardieu và Nam Sơn), nảy ra ý kiến thành lập một trường Mỹ thuật ở Hà Nội, Nam Sơn thuyết phục Victor Tardieu tiến hành những vận động cần thiết để có thể khai giảng và điều hành nhà trường... Chính thức được thành lập do một Nghị định của Toàn quyền Merlin, trường này (Mỹ thuật Đông Dương) nói cho đúng hơn là kết quả tình bạn kỳ lạ giữa hai người (Victor Tardieu và Nam Sơn)". Vị trí và vai trò của Nam Sơn được Toàn quyền Đông Dương xác nhận rất rõ ràng trong cuốn "Các trường Mỹ thuật Đông Dương" xuất bản ở Hà Nội năm 1937: "Ông Nam Sơn - giáo sư chuyên ngành bậc 2, là một trong hai người sáng lập Trường Mỹ thuật Đông Dương, dạy hình hoạ và trang trí".

## Tưởng nhớ
Ngôi nhà ông ở khi còn sống do chính ông thiết kế mẫu hiện tại vẫn được giữ gìn nguyên vẹn tại số 68 Nguyễn Du - Hà Nội, nơi đây còn lưu giữ nhiều tác phẩm của Ông. Hàng năm, vào ngày giỗ của ông, các Họa sĩ lão làng hội họa Việt Nam vẫn thường đến đây để thắp hương tưởng nhớ.
Hiện nay, tên của ông được đặt tên cho một tuyến phố ở Hà Nội, nằm trong khu đô thị bán đảo Linh Đàm, phường Hoàng Liệt, quận Hoàng Mai.